# USRC Rush (1885)
Pour les autres navires du même nom, voir USRC Rush.
L’USRC Richard Rush est un cotre de l'United States Revenue Cutter Service.

## Histoire
Il est construit afin de remplacer l'USRC Richard Rush. Il est beaucoup plus grand et reprend le moteur du précédent Rush. Il est achevé en novembre 1885.
En janvier 1886, peu après sa mise en service, il est chargé de rechercher le baleinier Amethyst, vu pour la dernière fois dans la mer de Béring en octobre précédent.
Le Rush passe toute sa carrière dans l'océan Pacifique, de la mer de Béring à Hawaï et à San Diego, en Californie, effectuant des tâches douanières, de recherche et de sauvetage et d'application de la loi, notamment en occupant des fonctions judiciaires dans le cadre de son application des lois sur les revenus et la conservation, comme la répression du braconnage des phoques dans la mer de Béring, au sein de l'escadre canado-américaine.
De 1887 à 1889, Leonard G. Shepard (en) commande l'USRC Rush à San Francisco.
Pendant la guerre hispano-américaine en 1898, il est détaché pour servir dans la marine américaine pour la défense de la côte occidentale, mais reprend ses fonctions au sein de l'USRC plus tard cette année-là.
En 1899, il remorque le nouveau cotre USRC Nunivak jusqu'en Alaska. Il est mis hors service le 30 septembre 1912 et vendu le 22 janvier 1913 à l'Alaska Junk Company pour 8 500 $.